# Хевели
Хевелите (на латински: Hevelli, Hevelliani, Stodorani; на немски: Heveller, Stodoranen; на полски: Hawelanie, Oblanie, Stodoranie; на чешки: Havolané, Stodorané) са славянско племе на средното течение на река Хафел. Те принадлежали към Елб-славяните или полабските славяни (Венди).
Главният замък и седалище на владетелите им от 9 век бил замък Бранденбург. Една тяхна княгиня Драхомира се омъжва през 906/907 г. за бохемския княз Вратислав I и е майка на Вацлав I Свети и Болеслав I Страшни.
Държавата на хевелите съществува до ок. 1150 г. От нея се образува маркграфство Бранденбург.